# Wincenty de Lesseur

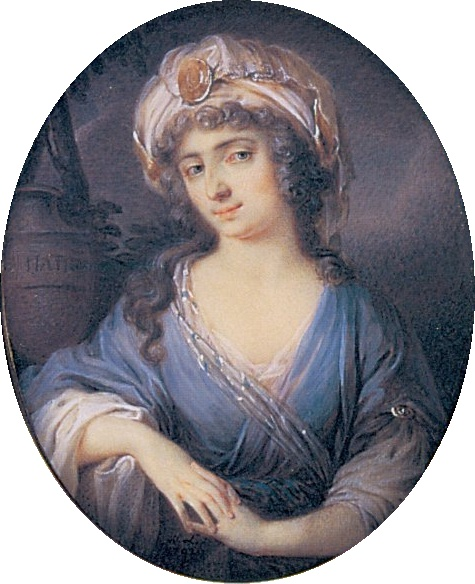
Portret Tekli z Czapliców księżnej Jabłonowskiej (1792)

Wincenty de Lesseur (Wincenty Lesserowicz; ur. 1745 w Warszawie, zm. 31 maja 1813 tamże) – polski malarz miniaturzysta, twórca portretów pastelowych, rysownik; wolnomularz.

## Życiorys
Pochodził ze spolonizowanej i nobilitowanej rodziny francuskiej (nie używał jednak spolszczonej formy nazwiska). Kształcił się w Malarni Zamkowej u Marcella i Fryderyki Bacciarelli. Jego mecenasem i głównym odbiorcą prac był król Stanisław August Poniatowski. Cieszył się szczególnym uznaniem monarchy, czego wyrazem był jego stały udział w „obiadach czwartkowych”; w 1787 otrzymał tytuł szambelana.
Pracował również dla rodzin magnackich – Czartoryskich, Mniszchów, a także Tarnowskich, przebywając od 1800 w ich Dzikowie. Od 1803 osiadł w zakupionym majątku Kozerki, gromadząc tam kolekcję osobliwych rysunków i rycin.

## Twórczość
Jego najwcześniejsze prace z drugiej połowy lat 80. już wyróżnia niezwykle wysoki poziom wykonania oraz subtelność w stosowaniu barw przy całkowitym wykorzystaniu możliwości gwaszu, niekiedy łączonego z akwarelą. W tych technikach mistrzowsko też opanował tworzenie miniatur na kości słoniowej, najczęściej pointylistycznie, lecz z efektem gładkości. Misterne podobizny najchętniej umieszczał na tle szarosrebrzystym. Z biegiem czasu nasycona gama barwna zyskiwała jeszcze na ożywieniu, co uwidacznia się w przypadku późniejszych miniatur. Poza gwaszami tworzył również portrety pastelowe.
Malował portrety króla Stanisława Augusta, innych monarchów europejskich, bohaterów narodowych, artystów, uczonych, a także członków rodzin magnackich i ich przyjaciół. Oprócz podobizn z natury tworzył miniatury (głównie wizerunki wielkich Polaków) na podstawie obrazów Marcella Bacciarellego, Józefa Grassiego oraz Jana Chrzciciela Lampiego. Kształcili się u niego Maciej Topolski i Waleria Tarnowska.
Poza jego pracami zachowanymi w zbiorach Muzeum Narodowego w Warszawie i Krakowie, pokaźna kolekcja miniatur de Lesseura i Tarnowskiej (pochodząca ze zbiorów rodzinnych Tarnowskich z Dzikowa) znajduje się w Muzeum Polskim w Rapperswilu.